# 미소녀

미소녀(일본어: 美少女 비쇼죠[*])는 일본에서 많이 쓰이는 말로 청순가련하고 아름다운 외모를 가진 소녀를 뜻하는 말이다. 이른바 모에라고 한다. 나이는 여러 작품이나 매체에 따라 다르지만 대체로 초등학생~고등학생까지로 보고있으며, 간혹 20살 이상까지 미소녀에 해당하기도 한다.

## 만화와 애니메이션에 등장하는 미소녀
소녀만화부터 로봇만화, 소년만화에 이르기까지 거의 모든 갈래의 일본 만화나 일본 애니메이션에서 미소녀를 볼 수 있지만 특히 미소녀 게임과 하렘물에 자주 등장하며 그 경우에 따라 팬서비스 차원에서 나이든 여자가 더 어울리는 곳에 미소녀를 등장시키는 때도 있다. 미소녀물들에서는 주로 남자보다 여자가 많이 등장한다. 보통 남성향 작품들에 더 많이 등장한다.

## 같이 보기
- 미소녀 게임